# Metalectra multusta
Metalectra multusta là một loài bướm đêm trong họ Erebidae.